# Lindenhof (Wien)

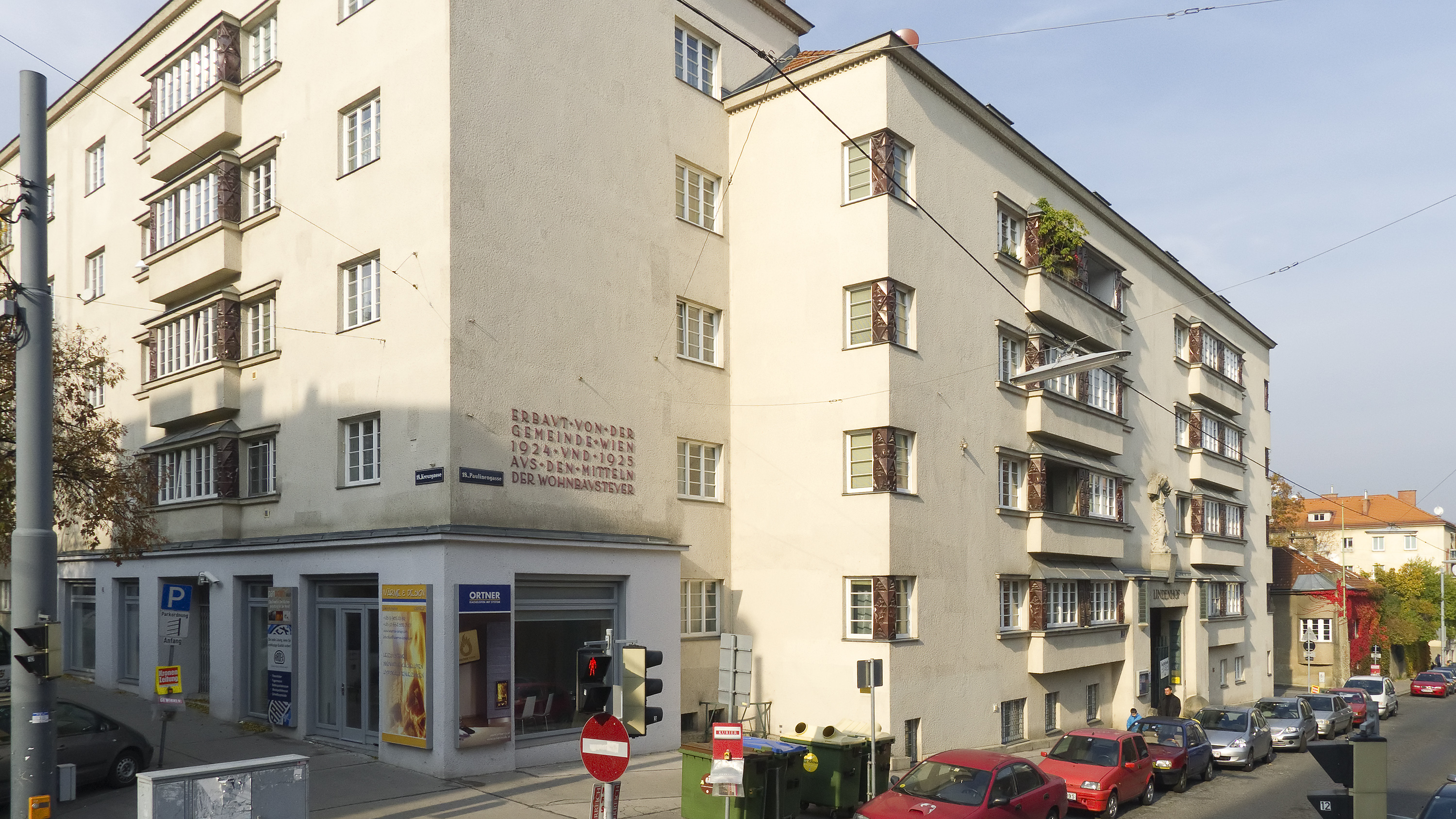
Der Lindenhof an der Ecke Kreuzgasse (links) / Paulinengasse (rechts); im Ecklokal befand sich sieben Jahrzehnte lang eine Konsumfiliale; rechts anschließend das eingeschoßige Nebengebäude

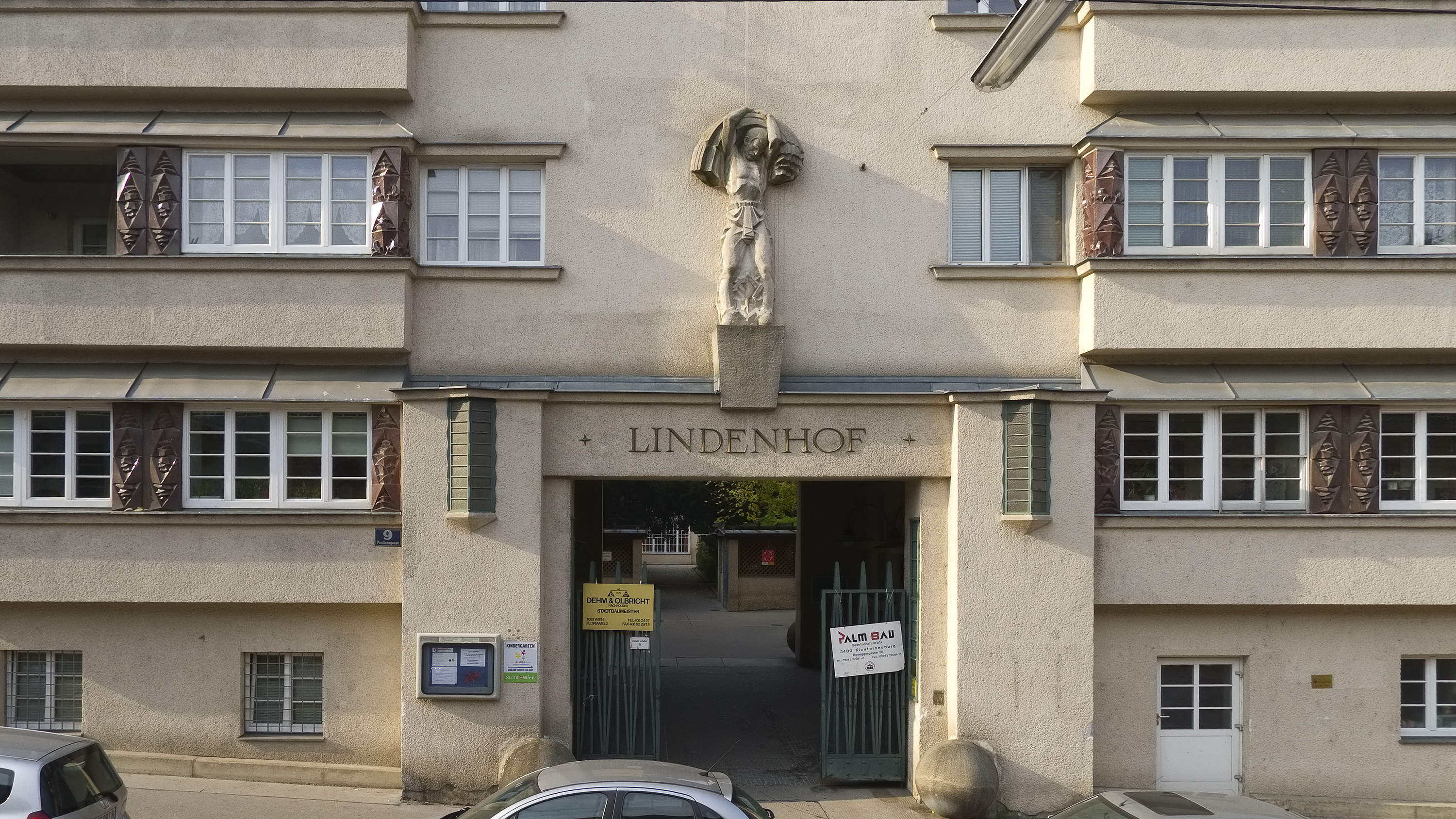
Ostseitiger Eingang Paulinengasse 9

Der Lindenhof ist ein Gemeindebau des Roten Wien. Er ist eine von der Wiener Stadtverwaltung 1924/1925 im 18. Bezirk, Währing, nach Plänen von Karl Ehn errichtete, vier- bis fünfstöckige Wohnhausanlage mit 24 Stiegen und ursprünglich 318 Wohnungen, sechs Geschäftslokalen und vier Werkstätten. Die Baumeisterarbeiten führte die Universale Bau AG durch.

## Lage
Die Anlage umfasst (im Uhrzeigersinn genannt) den Häuserblock
- Czartoryskipark (nördliche Längsfront ohne Eingang; nicht öffentlicher Sportplatz einer Schule; Fernblick auf die Universitätssternwarte Wien im Sternwartepark)
- Paulinengasse 9–11 (östlicher Haupteingang mit Einfahrt bei Nr. 9 und Nebengebäude Nr. 11; gegenüber Remise, siehe unten)
- Kreuzgasse 78–80 (südliche Längsfront, Eingänge zu den Geschäftslokalen im Parterre; in der Gasse Straßenbahngleise und Haltestelle der Straßenbahnlinien 9 und 42 gegenüber der ehemaligen Remise, siehe unten)
- Simonygasse 2a (westlicher Haupteingang mit Einfahrt, Haltestelle der Straßenbahnlinie 9, dahinter Einschnitt der Vorortelinie)

Vom Bauplatz mit 9860 m², der vom Czartoryskipark abgetrennt wurde, wurden 5305 m² verbaut, sodass 46 % der Gesamtfläche für Hof und Gartenanlage verblieben. In der Anlage befinden sich keine Parkplätze.
Die Haltestelle Wien Gersthof der seit 1898 betriebenen Vorortelinie (S-Bahn-Linie S45) liegt in der Nähe des westlichen Haupteingangs.
Der Südfront des Lindenhofs an der Kreuzgasse gegenüber befindet sich die Pfannenstielhof genannte, zur gleichen Zeit wie der Lindenhof gebaute städtische Wohnhausanlage. Durch diese Anlage verläuft heute die Schleife der Straßenbahnlinie 42, die hier an der Antonigasse ihre nordwestliche Endstation hat.

## Finanzierung
Der Lindenhof wurde, wie die Stadtverwaltung damals betonte, aus den Mitteln der Wohnbausteuer finanziert. Es handelte sich um eine auf Initiative von Robert Danneberg und Finanzstadtrat Hugo Breitner 1923 eingeführte, nur im Bundesland Wien eingehobene Abgabe, die von der konservativen Opposition im Wiener Landtag und Gemeinderat heftig bekämpft wurde.

## Baudetails
In einer zur Eröffnung erstellten Broschüre wurden folgende Fakten festgehalten:
- Das Baugelände ist in Ost-West-Richtung 250 m lang und steigt nach Westen leicht an.
- Der Großteil der Wohnräume konnte südseitig angeordnet werden.
- Die an die Geländesteigung angepasste Gliederung der Baumassen verhindert eine ermüdende Eintönigkeit.
- Durch die Anordnung von Loggien ergibt sich ein angenehm belebter Rhythmus. Die Eckpfeiler bei den Loggienfenstern erhielten dekorativen Schmuck aus naturgebranntem Ton.
- Über den beiden Einfahrten sind Steinplastiken von Josef Riedl angeordnet.
- Im Innenhof bestehen drei durch Stiegenanlagen (sie sind wegen der Geländesteigung nötig) verbundene, je 30 m breite Gartenterrassen. [Die oberste der drei Terrassen befindet sich im Westteil beim Eingang Simonygasse.]
- An der unteren der beiden Terrassenstufen wurde ein Kindergartenpavillon errichtet, an der oberen ein Hort.
- Überraschend grüßt den Beschauer eine alte Linde mitten in der Hofanlage, der einzige erhaltene Baum, der nun malerisch die Umgebung schmückt. Der Baum führte später zur Namensgebung für die Anlage und ist als Naturdenkmal (Listeneintrag) ausgewiesen.

Felix Czeike erwähnte einen Zierbrunnen im Hof mit Putto von Fritz Zerritsch sen. (er befindet sich auf der westlichsten, oberen Ebene des Innenhofs), Mosaike von Carry Hauser und Steinputten von Josef Riedl am oder im Kindergartenpavillon.

## Nebengebäude
Zum Lindenhof zählt ein in der Paulinengasse 11 an der südöstlichen Ecke des Czartoryskiparks im Stil des Hauptgebäudes errichteter, eingeschoßiger Wohnbau, der wie ein Einfamilienhaus wirkt. Zwischen Nr. 9 und Nr. 11 befindet sich die (versperrte) Einfahrt zu einem wohl nur für die Feuerwehr und für Erhaltungsarbeiten bestimmten Fahrweg, der zwischen dem Lindenhof und dem Czartoryskipark die nördliche Längsfront des Baus bis zur Simonygasse entlangführt.

## Ehemalige Remise
Dem Eingang Paulinengasse 9 gegenüber befand sich von 1883 bis 1993 an der Kreuzgasse eine Remise der Straßenbahn, der Betriebsbahnhof Währing, seit 1902 mit elektrischem Betrieb. Die historischen Backsteinbauten wurden teilweise zum Supermarkt umfunktioniert; auf dem Platz der ehemaligen Gleisharfe entstand ein neuer Wohnbau auf Stelzen.

## Galerie

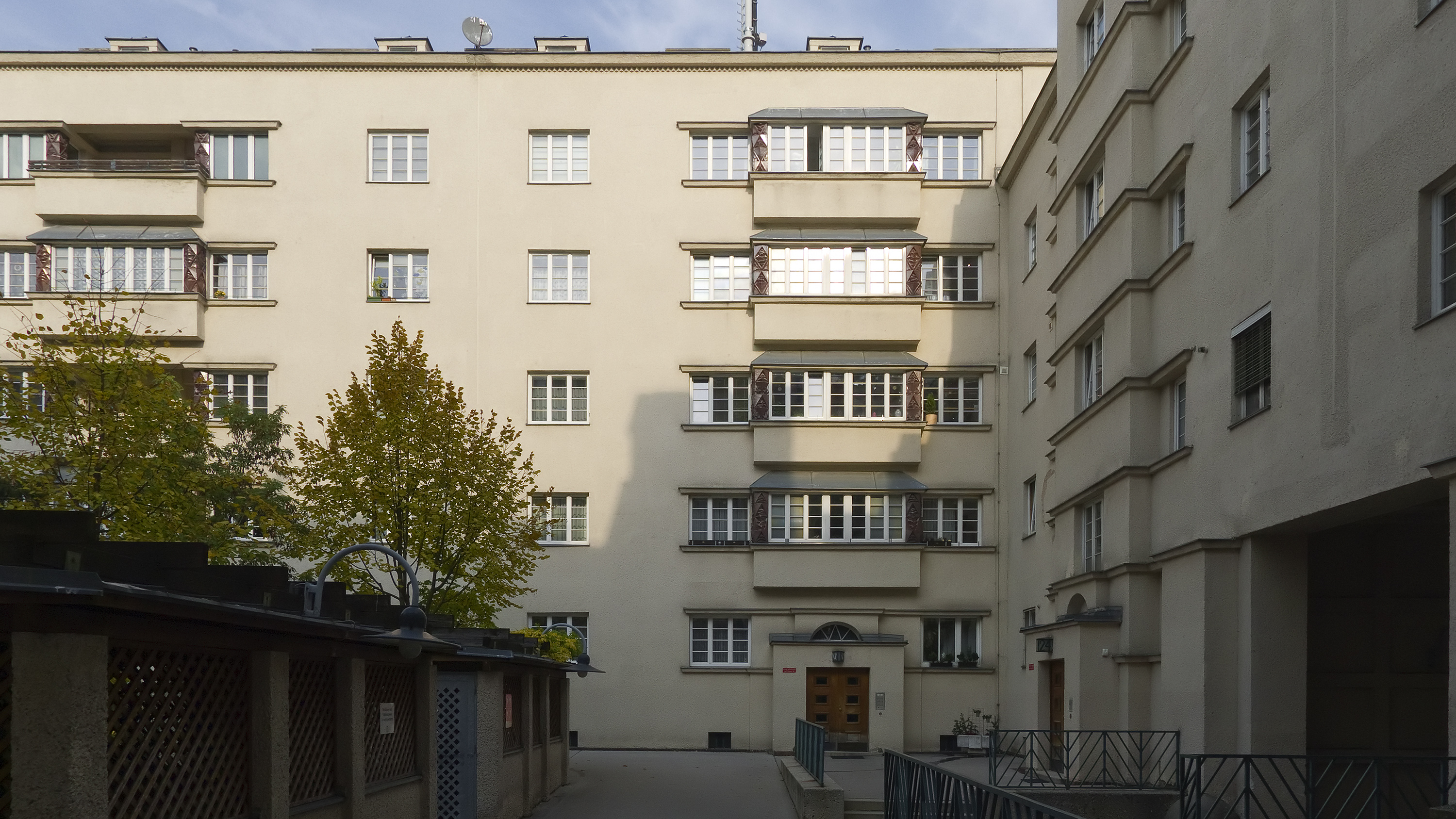
Ostteil des Innenhofs, unterste Ebene, nordseitig (Stiegen 23 und 24), ganz rechts die Einfahrt von der Paulinengasse
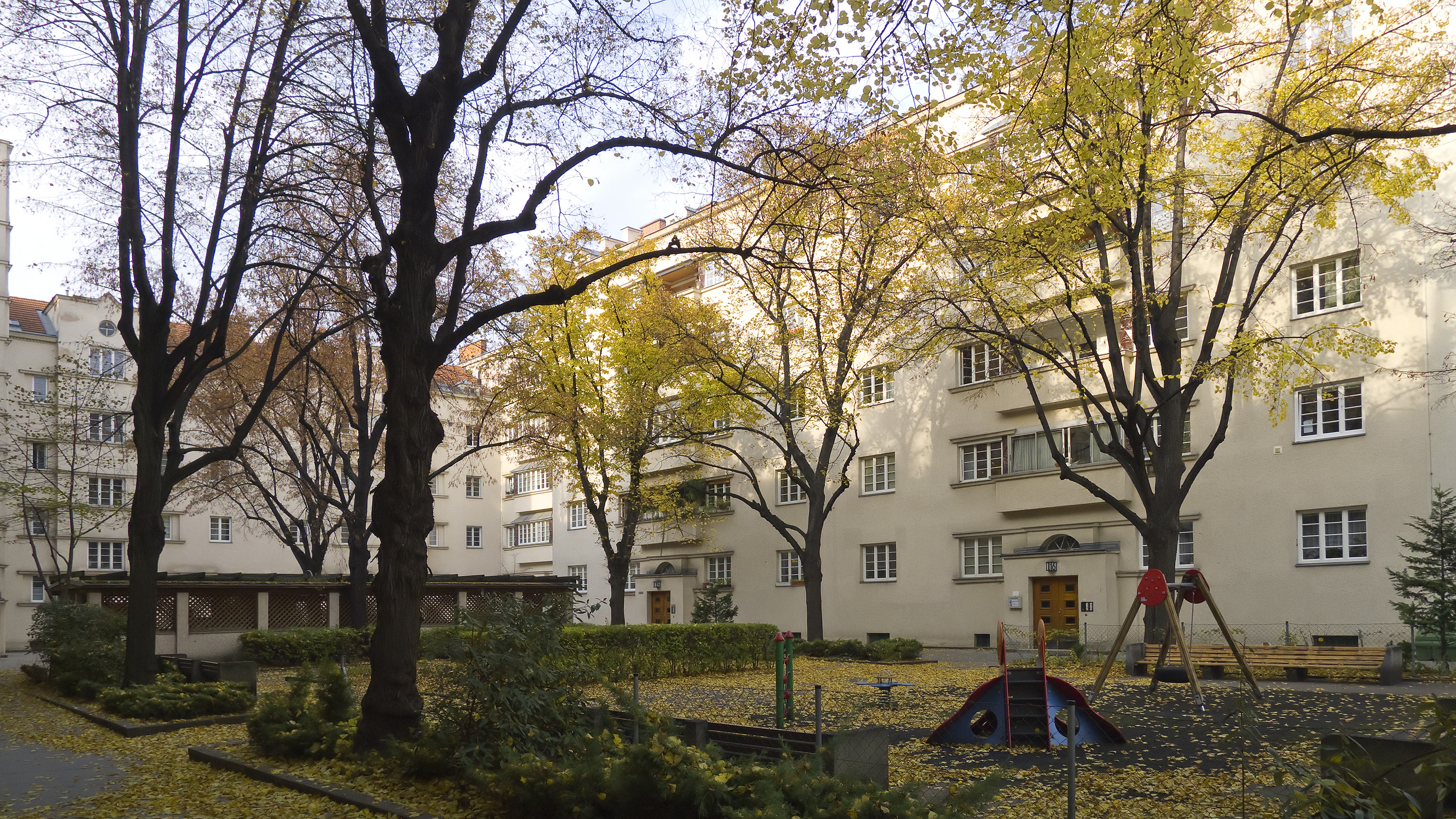
Westteil des Innenhofs, oberste Ebene, nordseitig (Stiegen 15 und 16)
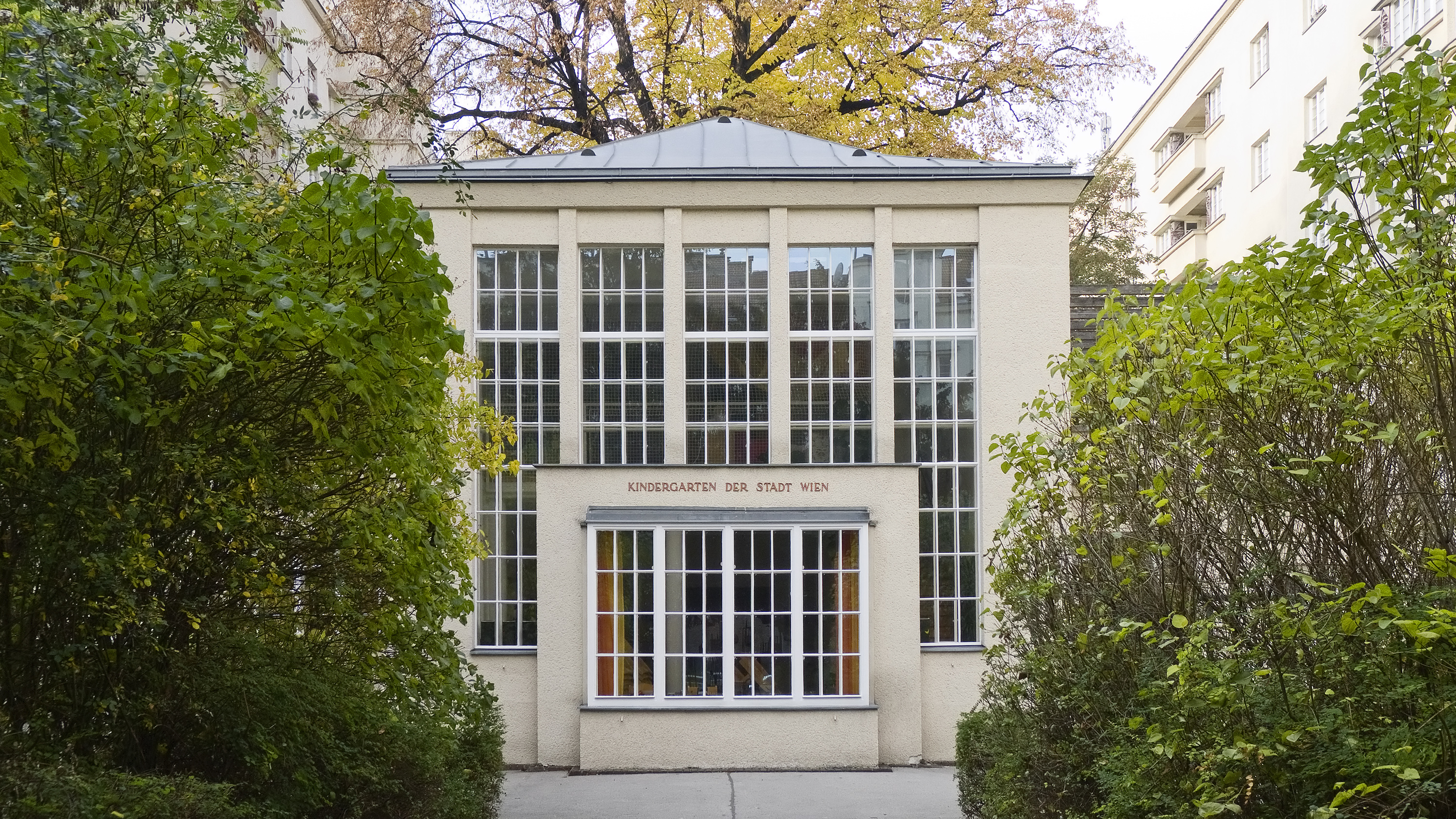
Kindergarten im Ostteil des Innenhofs, unterste Ebene, Blick von der Einfahrt Paulinengasse 9
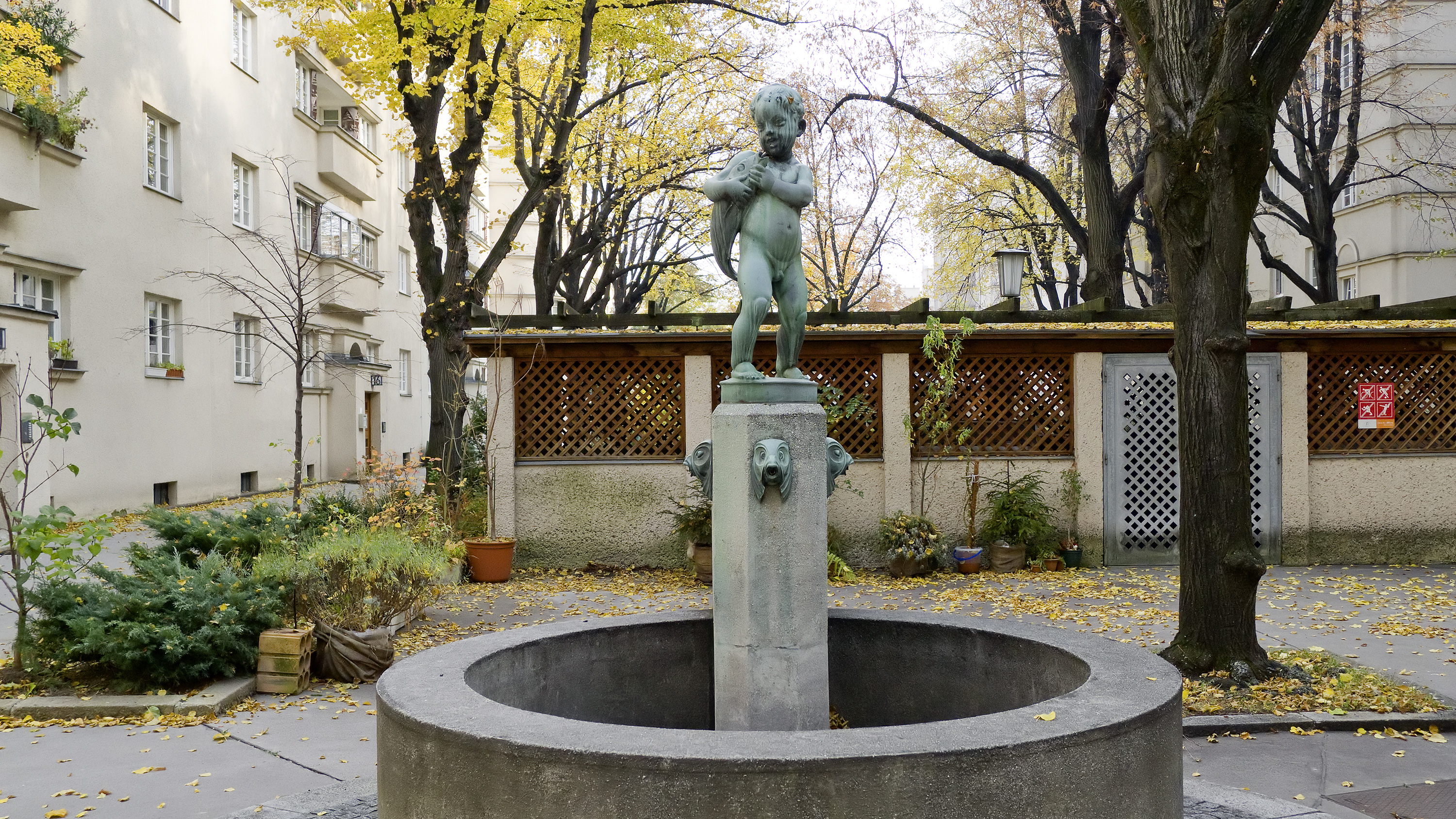
Brunnen im Westteil des Innenhofs mit Putto von Fritz Zerritsch sen., oberste Ebene, Blick von der westseitigen Einfahrt Simonygasse
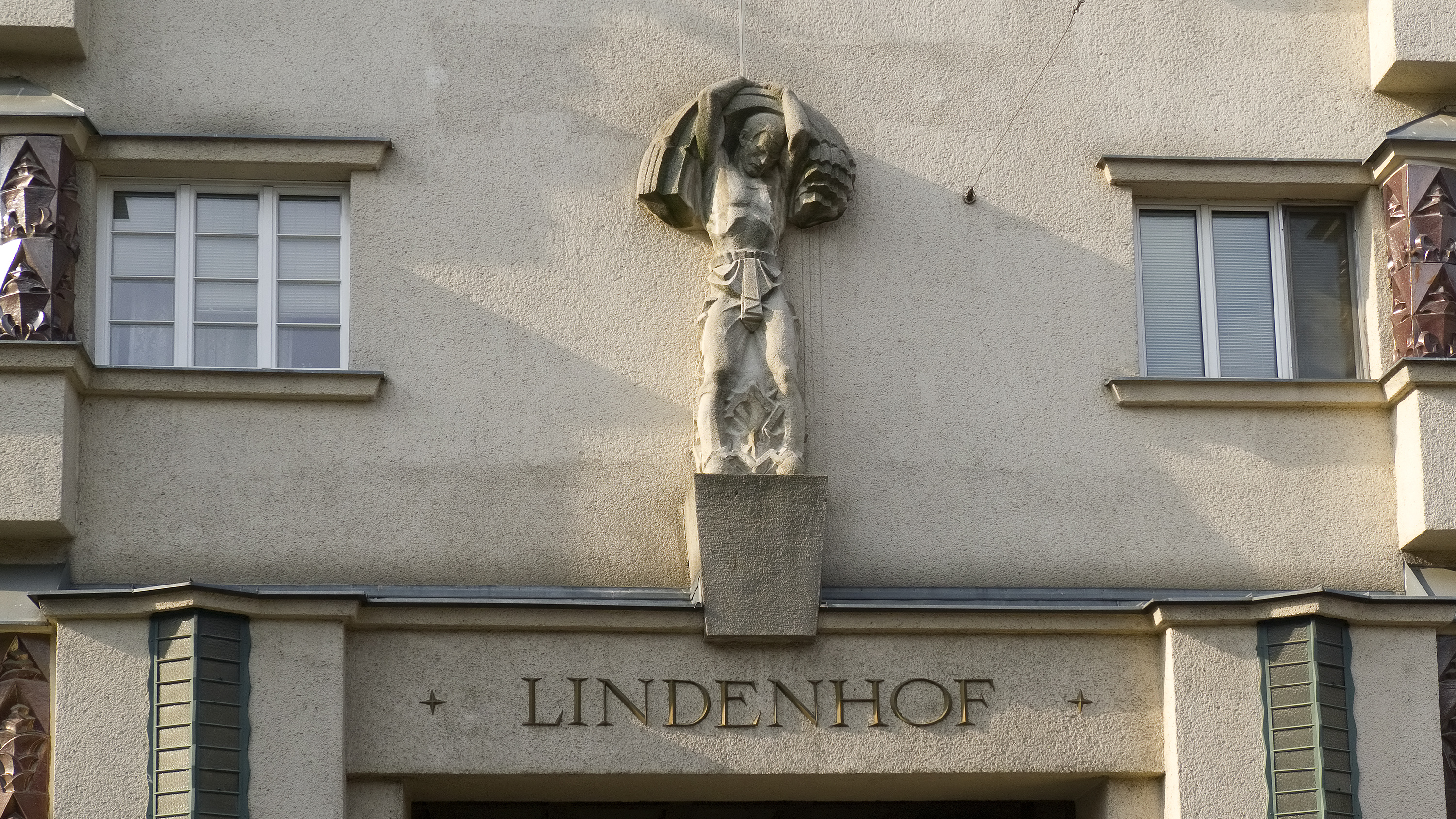
Plastik von Josef Riedl über der ostseitigen Einfahrt Paulinengasse 9
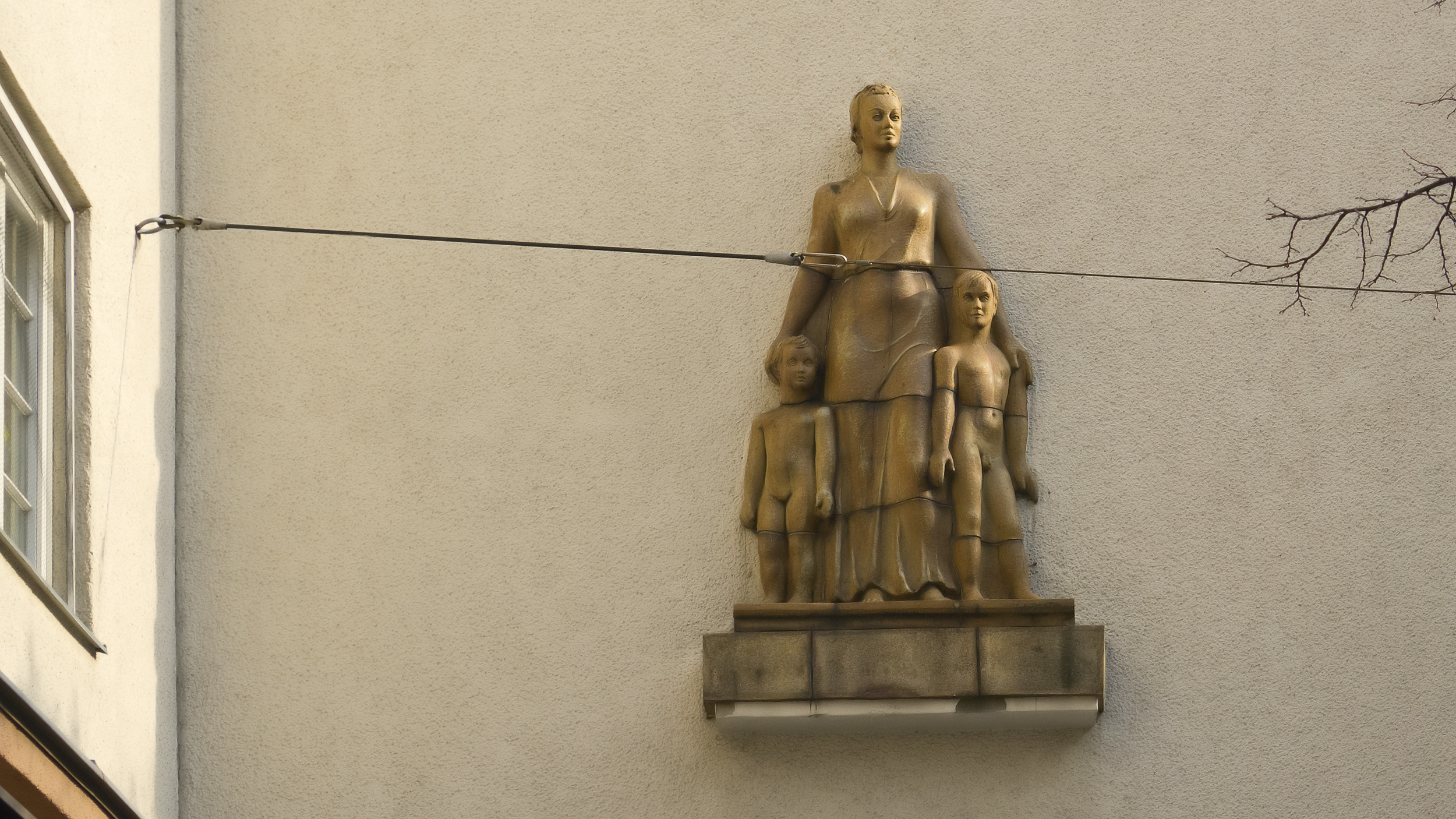
Skulptur an der Fassade in der Kreuzgasse, Blick vom Westen auf den Westteil
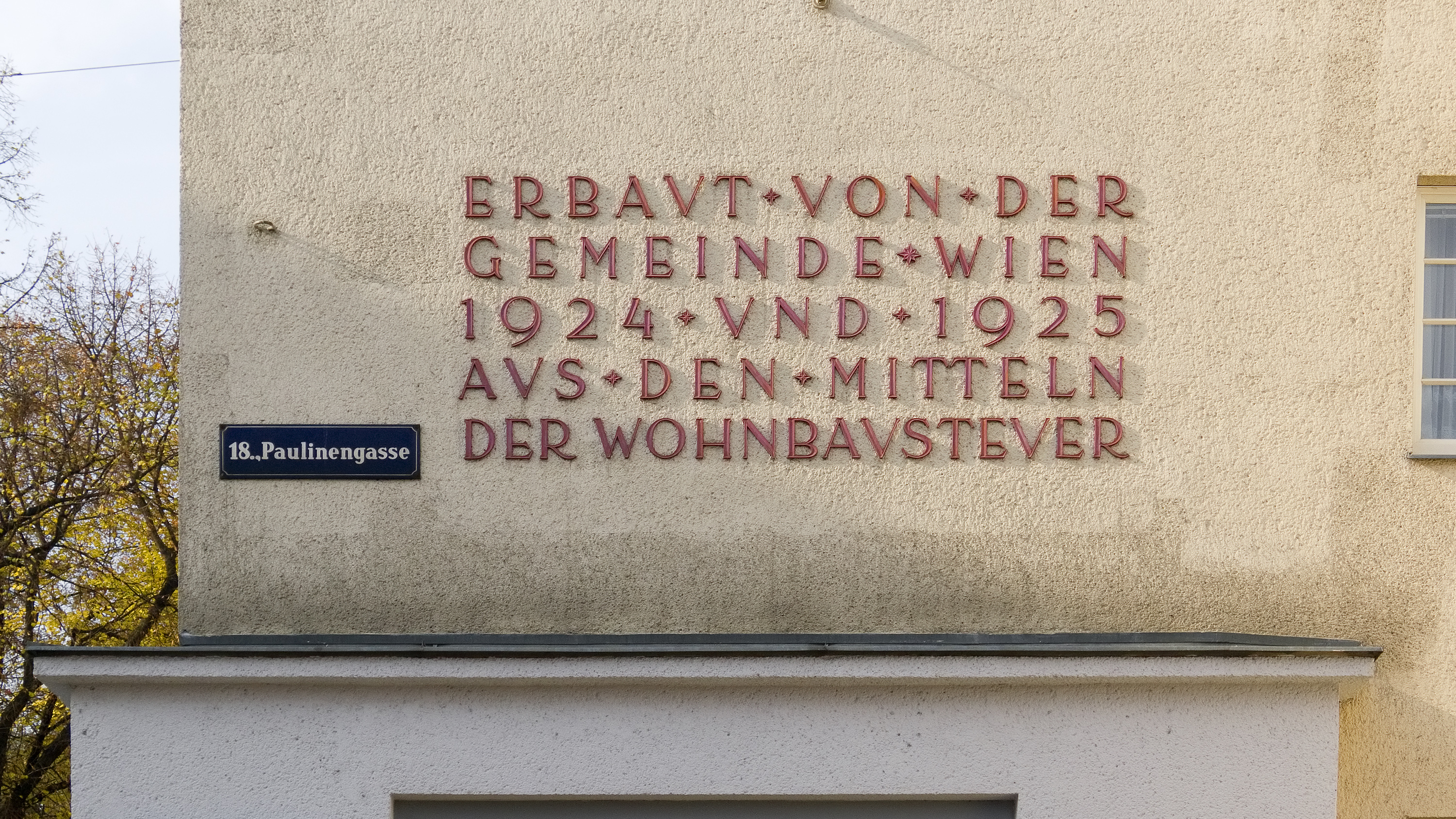
Inschrift an der Fassade links neben der ostseitigen Einfahrt Paulinengasse 9
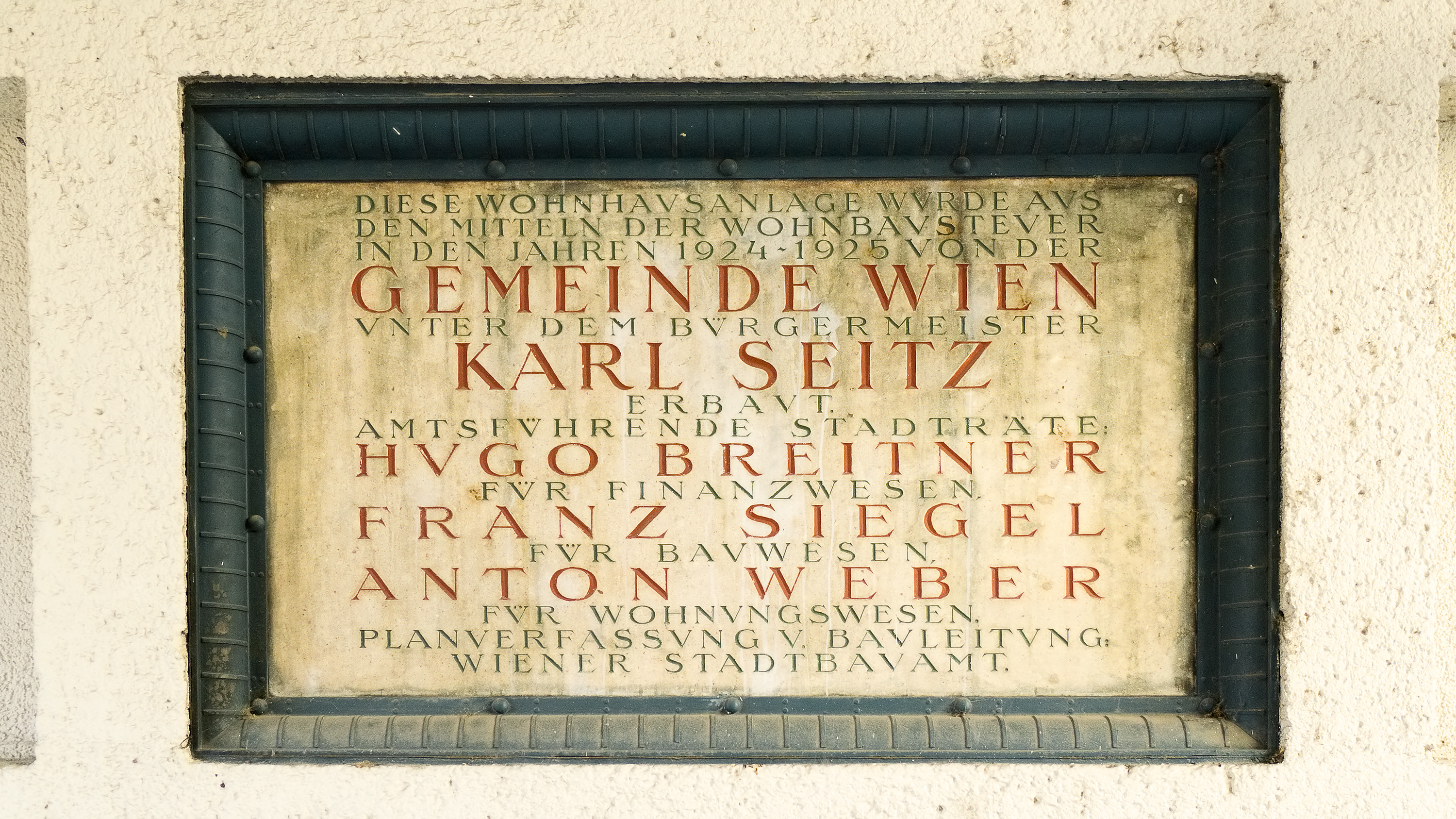
Gedenktafel in der Einfahrt Paulinengasse 9